# 水波綾
水波 綾（みずなみ りょう、本名：水村 綾菜（みずむら あやな）、1988年3月24日 - ）は、日本の女性プロレスラー。身長163cm、体重67kg、愛知県名古屋市出身。前所属団体はプロレスリングWAVE。血液型O型。

## 経歴・戦歴
2004年、GAEA JAPANへ入門。同年11月3日、後楽園ホール大会でのカルロス天野戦にてデビュー。しかしこの時点でGAEAの解散が決定しており、翌2005年4月10日の団体最終戦（後楽園ホール）での対ダイナマイト・関西戦を最後に一度引退。
その後、地元名古屋のスポーツトレーナーの専門学校へ2年間通学した。2007年3月、センダイガールズプロレスリングへ入団。同年7月22日、仙台サンプラザ大会での金成知佐子戦にて再デビュー。9月8日、リングネームを現在の水波綾に改名する。
- 2008年
  - 1月、ニューイヤー1dayトーナメント優勝。
  - 2月、カルロス天野の持つOZアカデミー認定無差別級王座に挑戦。敗れはしたが、GAEAでのデビュー戦の相手でもある天野から称賛された。
  - 4月～6月、仙女主催第一回じゃじゃ馬トーナメントにて準優勝。
  - 12月、デビル雅美引退記念1dayタッグトーナメントにて優勝（パートナーはデビル雅美）。
- 2009年
  - 1月、ニューイヤー1dayトーナメントにて準優勝。
  - 2月～4月、仙女主催第二回じゃじゃ馬トーナメントにて準優勝。
  - 5月～8月、プロレスリングWAVE主催「Catch the WAVE2009」にエントリー。ヤングブロック優勝者決定戦にて栗原あゆみに敗れ決勝トーナメント進出を逃す。
  - 12月20日、JWP認定ジュニア王座&POP選手権試合にて、王者・大畠美咲に勝利。初タイトルを獲得。
- 2010年
  - 11月13日、勇気彩と組み、「タムクリ」（田村欣子&栗原あゆみ）の持つNEO認定タッグ王座に挑戦し勝利。第13代王座を獲得。
- 2012年
  - 2月5日、プロレスリングWAVEへ移籍。仙女には不定期参戦[1]。
  - 2月12日、移籍後初戦となるWAVE新木場大会にて、GAEAの大先輩である植松寿絵と対戦。
  - 4月～7月、プロレスリングWAVE主催「Catch the WAVE2012」にて準優勝。
- 2013年
  - 7月1日、WAVE寮長に就任。
- 2014年
  - ひざの手術のため長期欠場。
  - 1月5日、絶対に笑ってはいけない地球防衛軍24時のプロレスサークルのレフェリーとして出演。
  - 8月24日、7周年記念パーティーにおける所属選手バトルロイヤルに姿を現すも、リングイン直前で自身に扮したGAEAの先輩旧姓・広田さくらに交代。
  - 10月30日、とんねるずのみなさんのおかげでしたにて、芸人へドロップキックするADとして登場。
- 2015年
  - 2月11日、後楽園ホール大会の桜花由美戦で復帰が決定[2]。
  - 10月2日、大畠美咲とのタッグ「Avid Rival」を始動。
- 2016年
  - 4月10日から開幕のCatch the WAVE2016にて、クロムイエローブロックへ出場しブロック1位となる。決勝まで駒を進め、ダイビングギロチンドロップにて藤本つかさから勝利。波女となる。
  - 11月27日、NEXTトーナメント決勝にて桜花由美に勝利。
  - 12月29日、後楽園ホール大会にて山縣優の持つRegina di WAVE王座へ挑戦し勝利。初のRegina戴冠となった。
- 2017年
  - 2月1日、水曜日のダウンタウンに出演。
- 2019年
  - 5月29日、AEWMGMグランドガーデンアリーナ大会に参戦。
  - 10月退団を発表。11月WAVE新木場大会を最後に退団した。会社へは年内限りで引退する旨を伝えていたが、AEWへの参戦を機に心変わりし、活動の場を広げるためフリーランスの道を選択した。

## 戦績
| 総合格闘技 戦績 | 総合格闘技 戦績 | 総合格闘技 戦績 | 総合格闘技 戦績 | 総合格闘技 戦績 | 総合格闘技 戦績 | 総合格闘技 戦績 |
| --------------- | --------------- | --------------- | --------------- | --------------- | --------------- | --------------- |
| 1 試合          | (T)KO           | 一本            | 判定            | その他          | 引き分け        | 無効試合        |
| 0 勝            | 0               | 0               | 0               | 0               | 0               | 0               |
| 1 敗            | 0               | 1               | 0               | 0               | 0               | 0               |

| 勝敗 | 対戦相手   | 試合結果                 | 大会名                           | 開催年月日    |
| ×    | ハム・ソヒ | 1R 1:05 腕ひしぎ十字固め | Gladiator: Dream, Power and Hope | 2013年4月21日 |

## タイトル歴
JWP女子プロレス
- JWP認定ジュニア&POP王座（第18代&第8代）

NEO女子プロレス
- NEO認定タッグ王座（第13代、パートナーは勇気彩）

プロレスリングWAVE
- Regina di WAVE王座（第5代、第12代）
- WAVE認定タッグ王座（第16代、パートナーは大畠美咲）

アイスリボン
- インターナショナル・リボンタッグ王座（第39代、パートナーは大畠美咲）

SEAdLINNNG
- BEYOND THE SEA SINGLE王座（第6代）

OZアカデミー女子プロレス
- OZアカデミー認定タッグ王座（第37代、第39代、パートナーはともに加藤園子）

東京女子プロレス
- プリンセスタッグ王座（第15代、パートナーは愛野ユキ）
- 東京プリンセスカップ優勝（2024年）

センダイガールズプロレスリング
- センダイガールズワールドタッグ王座（第18代、パートナーは愛海）

Marvelous
- AAAWタッグ王座（第22代、パートナーは加藤園子）

## 得意技
RED VOLTAGE
相手の左足と首を抱えた変形フィッシャーマンの形で持ち上げ、相手の体を1回転させながら自身は飛び上がり、ギロチンドロップを加えながらマットに叩きつける。
Ｇドライバー
元気美佐恵の得意技。本人から正式に継承されたもの。
ホットリミット
ファイアーサンダーの要領で担ぎ上げた状態から落とす変形のツームストンパイルドライバー。
タワーハッカーボム
ライオネス飛鳥の得意技。
ドラゴンスープレックス
クローズライン
イチジク
回転肩固め。代表的なフィニッシュ・ホールド。
ニアロープの度に体勢を入れ替え袈裟固めのように締め上げる。
裏投げ
この技からそのままクラッチを切らずにイチジクへ移行する連携も見せる。
女子プロレスにおける裏投げはエクスプロイダーの形が多くを占めるが、水波は馳浩がプロレスに持ち込んだ男子式を採用。
ギロチンドロップ
セカンドロープやコーナートップからのダイビング式はフィニッシュにも用いられる。
尻餅をついた相手の首を刈り取るように仕掛けるバリエーションも存在する。
水波コースター
アルゼンチンバックブリーカーの体勢から相手の顔を下に向かせ、みちのくドライバーIIさながらに前方へ落とす。
紅の豚
立った体勢の相手へ放つ、飛びつき式のギロチンドロップ。

## 入場テーマ曲
- Crimson sky（Hawaiian6）
- 前略、道の上より（一世風靡　SEPIA）「ラッシュ＆パワーズ」
- 江南スタイル　Gangnam Style（PSY）
- Don't Stop The Party ft. TJR（Pitbull）（現在）

## 人物・エピソード
- 好きなアイドルは宮澤佐江。
- 憧れのレスラーは旧姓・広田さくらと小島聡。